# 劳拉·福尔蒂诺
劳拉·福尔蒂诺（英語：Laura Fortino，1991年1月30日—），加拿大女子冰球运动员。她曾代表加拿大国家队参加2014年和2018年冬季奥林匹克运动会冰球比赛，获得一枚金牌和一枚银牌。